# 黄文麟
黄文麟（1934年—），男，福建莆田人，中华人民共和国政治人物，曾任中共福建省委常委、秘书长，福建省人大常委会副主任，第九届全国人大代表。